# Игенчеляр (Кигинский район)
Игенчеляр (баш. Игенселәр) — деревня в Кигинском районе Республики Башкортостан Российской Федерации. Входит в состав Нижнекигинского сельсовета.

## География

### Географическое положение
Расстояние до:
- районного центра (Верхние Киги): 15 км,
- центра сельсовета (Нижние Киги): 6 км,
- ближайшей ж/д станции (Сулея): 59 км.

## Население
| 2002 | 2009 | 2010 |
| ---- | ---- | ---- |
| 58   | ↘54  | ↗58  |